# Gemifloxacină
Gemifloxacina este un antibiotic din clasa fluorochinolonelor de generația a 4-a, care este utilizat în tratamentul infecțiilor bacteriene cu bacterii sensibile (bronșită cronică, pneumonie). Calea de administrare disponibilă este orală.
Ca toate fluorochinolonele, gemifloxacina poate induce ca efecte adverse tendinite, rupturi de tendoane și neuropatie periferică. Medicamentul este încă utilizat în terapie în formă orală în Statele Unite.